# Jylland (frégate)
La Jylland est un navire de guerre à vapeur battant pavillon de la Marine royale danoise de classe Niels Juel. C'est une frégate de 44 canons gréée en trois-mâts carré qui participa à la bataille de Heligoland. Unique frégate en bois de chêne à hélice de la marine danoise conservée de nos jours, c'est maintenant un navire musée ouvert au public depuis 1994.

## Histoire

### 1860-1960
La Jylland est construite sur la base navale d'Holmen sur plan d'O. F. Suenson et dotée d'une machinerie conçue par l'ingénieur naval anglo-danois William Wain (1819-1882). Le 9 mai 1864, lors de la guerre des Duchés, elle participe activement à la bataille de Heligoland où elle subit de sévères dommages. Après cette guerre, elle sert de navire-école et navigue en Atlantique, en Méditerranée, aux Caraïbes et en Amérique du Sud. Le 1er août 1874, elle accueille à son bord Christian IX de Danemark. En 1887, elle est désarmée puis transformée en caserne flottante en 1892 et définitivement rayée du service en 1908. Durant la Première Guerre mondiale, on y installe une station de radio maritime. En 1925, on envisage sa démolition complète mais un comité se créé pour son sauvetage. Entre 1934 et 1949, on l'utilise comme auberge de jeunesse.

### Le bateau musée
En 1960, ce qu'il en reste est remorqué à Ebeltoft et en 1979, une fondation se crée pour sa sauvegarde. L'état du vaisseau est pitoyable ; 60 % du bois est changé ; commence un long travail de restauration qui ne s'achève qu'en 1994. Le navire ancré à Ebeltoft est désormais ouvert au public.

## Caractéristiques
- Type : Frégate à hélice de 44 canons à voiles, vapeur et coque en bois doublée de cuivre gréée en trois-mâts carré.
- Classe : Niels Juel.
- Sister-ships : Niels Juel, Sjæland og, Peder Skram.
- Chantier naval : base navale d'Holmen, Copenhague.
- Quille posée : 11 juin 1857.
- Lancé : 20 novembre 1860.
- Commissionné : 15 mai 1862.
- Désarmé : 4 avril 1887.
- Rayé : 14 mai 1908.
- Statut : 1994, navire musée ancré à Ebeltoft, Danemark.
- Déplacement : 2 456 t.
- Longueur : 71 m.
- Maître-bau : 13,19 m.
- Tirant d'eau : 5,97 m.
- Surface vélique : 3 000 mètres carrés toutes voiles dehors pour 11 voiles.
- Autonomie : 1 500 milles marins sous vapeur.
- Machinerie : machine à vapeur à 2 cylindres Baumgarten & Baumeister entrainant un arbre à hélice unique.
- Puissance : 1300 chevaux.
- Vitesse : 12 nœuds sous voile, 11 nœuds à la vapeur.
- Armement (1864) :  44 canons (32 pièces de 30 livres, 8 canons rayés de 18 livres et 4 canons rayés de 12 livres).
- Équipage : 405-437.